# Serie D 2008-2009
La Serie D 2008-2009 è la 61ª edizione del campionato di categoria.

## Stagione
Al torneo prendono parte 166 squadre, divise in 9 gironi, sei dei quali composti da 18 compagini, due da 19 e uno, infine, da 20.

### Aggiornamenti
- Vengono ripescate in Lega Pro Seconda divisione a completamento di organico la Sambonifacese, il Montichiari, la Colligiana, l'Alghero e il Barletta.
- Il Bassano Romano e la Cagliese non si iscrivono per motivi economici.
- Il Gragnano cede il titolo sportivo all'Atletico Puteolana.
- Per far fronte a questa carenza di organico vennero ripescate le seguenti squadre dalla scorsa stagione: Trento, Merate,Sandonà, Este, Verucchio, Cecina, Tolentino, Guidonia e Frascati. Infine vengono ammesse in soprannumero dopo la mancata iscrizione ai campionati professionistici la Massese, lo Spezia, la Sporting Lucchese e il Messina[1].

## Squadre partecipanti

### Girone A
- Albese
- Biellese
- Casale
- Ciriè
- Cuneo
- Derthona
- Lavagnese
- Giaveno
- Novese
- Pro Settimo & Eureka
- Rivarolese
- Rivoli
- Sarzanese
- Savona
- Sestrese
- Sestri Levante
- Spezia
- Valle d'Aosta
- Virtus Entella

### Girone B
- AlzanoCene
- Borgomanero
- Calcio Caravaggese
- Caratese
- Casteggio Broni
- Colognese
- Darfo Boario
- Fanfulla
- Merate
- Nuova Verolese
- Olginatese
- Pro Belvedere
- Renate
- Sestese
- Solbiatese
- Tritium
- Turate
- Voghera

### Girone C
- Belluno
- Bolzano
- Chioggia Sottomarina
- Domegliara
- Eurotezze
- Città di Jesolo
- Montebelluna
- Montecchio
- Pordenone
- Sacilese
- Sagittaria Julia
- Sandonà
- Sanvitese
- Somma
- Tamai
- Trento
- Union Quinto
- Virtus Verona

### Girone D
- Albignasego
- Athletic Calenzano
- Carpi
- Castel San Pietro
- Castellana
- Castellarano
- Comacchio Lidi
- Crociati Noceto
- Este
- Feralpi Lonato
- Fiorenzuola
- Mezzolara
- Russi
- Salò Valsabbia
- Santarcangelo
- Suzzara
- Verucchio
- Virtus Castelfranco

### Girone E
- Armando Picchi
- Arrone
- Cecina
- Deruta
- Forcoli
- Fortis Juventus
- Gavorrano
- Massese
- Mobilieri Ponsacco
- Montevarchi
- Orvietana
- Pontedera
- Pontevecchio
- Rieti
- Sangimignano
- Sansepolcro
- Sansovino
- Scandicci
- Lucchese
- Sestese

### Girone F
- Atletico Trivento
- Campobasso
- Luco Canistro
- Casoli
- Centobuchi
- Chieti
- Elpidiense Cascinare
- Fano
- Grottammare
- Maceratese
- Atletico Morro d'Oro
- Olympia Agnonese
- Pro Vasto
- Real Montecchio
- Recanatese
- R.C. Angolana
- Santegidiese
- Tolentino

### Girone G
- Arzachena
- Astrea
- Boville Ernica
- Budoni
- Calangianus
- Castelsardo
- Civitavecchia
- Cynthia
- Ferentino
- Flaminia C.C.
- Frascati
- Gaeta
- Guidonia
- Monterotondo
- Morolo
- Tavolara
- Villacidrese
- Viterbese

### Girone H
- Angri
- Bacoli Sibilla Flegrea
- Bitonto
- Brindisi
- Fasano
- FC Francavilla
- Francavilla
- Gelbison
- Grottaglie
- Ischia
- Matera
- Nocerina
- Pianura
- Pomigliano
- Sant'Antonio Abate
- Sporting Genzano
- Turris
- Venafro

### Girone I
- Acicatena
- Adrano
- Atletico Puteolana
- Castiglione
- Castrovillari
- HinterReggio
- Messina
- Modica
- Neapolis
- Nissa
- Palazzolo
- Rosarno
- Sapri
- Savoia
- Siracusa
- Trapani
- Vico Equense
- Viribus Unitis
- Vittoria

## Play-off nazionali
Le 9 squadre vincitrici dei play-off di girone furono divise in 3 gironi da 3 squadre ognuno in cui le cui vincitrici accederono alle semifinali, insieme alla vincente della Coppa Italia Serie D, da disputarsi in turni di andata e ritorno e la finale unica in campo neutro.

### Turno preliminare

#### Triangolare 1
|  | Pos. | Squadra              | Pt | G | V | N | P | GF | GS | DR |
|  | ---- | -------------------- | -- | - | - | - | - | -- | -- | -- |
|  | 1.   | Renate               | 3  | 2 | 1 | 0 | 1 | 4  | 4  | 0  |
|  | 2.   | Viterbese            | 3  | 2 | 1 | 0 | 1 | 3  | 3  | 0  |
|  | 3.   | Chioggia Sottomarina | 3  | 2 | 1 | 0 | 1 | 2  | 2  | 0  |

Legenda:
      Promossa al turno successivo.
Regolamento:
Tre punti a vittoria, uno a pareggio, zero a sconfitta.
|                      | Risultati |                      | Luogo e data   |
| -------------------- | --------- | -------------------- | -------------- |
| Chioggia Sottomarina | 0-1       | Viterbese            | 7 giugno 2009  |
| Renate               | 1-2       | Chioggia Sottomarina | 10 giugno 2009 |
| Viterbese            | 2-3       | Renate               | 14 giugno 2009 |
|                      |           |                      |                |

#### Triangolare 2
|  | Pos. | Squadra      | Pt | G | V | N | P | GF | GS | DR |
|  | ---- | ------------ | -- | - | - | - | - | -- | -- | -- |
|  | 1.   | Vico Equense | 4  | 2 | 1 | 1 | 0 | 3  | 1  | +2 |
|  | 2.   | Spezia       | 3  | 2 | 1 | 0 | 1 | 3  | 2  | +1 |
|  | 3.   | Fano         | 1  | 2 | 0 | 1 | 1 | 1  | 4  | -3 |

Legenda:
      Promossa al turno successivo.
Regolamento:
Tre punti a vittoria, uno a pareggio, zero a sconfitta.
|              | Risultati |              | Luogo e data   |
| ------------ | --------- | ------------ | -------------- |
| Spezia       | 3-0       | Fano         | 7 giugno 2009  |
| Fano         | 1-1       | Vico Equense | 10 giugno 2009 |
| Vico Equense | 2-0       | Spezia       | 14 giugno 2009 |
|              |           |              |                |

#### Triangolare 3
|  | Pos. | Squadra        | Pt | G | V | N | P | GF | GS | DR |
|  | ---- | -------------- | -- | - | - | - | - | -- | -- | -- |
|  | 1.   | Nocerina       | 3  | 2 | 1 | 0 | 1 | 5  | 4  | +1 |
|  | 2.   | Salò Valsabbia | 3  | 2 | 1 | 0 | 1 | 3  | 2  | +1 |
|  | 3.   | Gavorrano      | 3  | 2 | 1 | 0 | 1 | 2  | 4  | -2 |

Legenda:
      Promossa al turno successivo.
Regolamento:
Tre punti a vittoria, uno a pareggio, zero a sconfitta.
|                | Risultati |                | Luogo e data   |
| -------------- | --------- | -------------- | -------------- |
| Gavorrano      | 1-0       | Salò Valsabbia | 7 giugno 2009  |
| Salò Valsabbia | 3-1       | Nocerina       | 10 giugno 2009 |
| Nocerina       | 4-1       | Gavorrano      | 14 giugno 2009 |
|                |           |                |                |

### Semifinali
Alle semifinali hanno accesso Renate, Vico Equense, Nocerina e Sapri (vincitrice della Coppa Italia Serie D).
|              | Risultati |              | Luogo e data   |
| ------------ | --------- | ------------ | -------------- |
| Renate       | 0-1       | Vico Equense | 17 giugno 2009 |
| Vico Equense | 1-0       | Renate       | 21 giugno 2009 |
|              |           |              |                |
| Nocerina     | 2-1       | Sapri        | 17 giugno 2009 |
| Sapri        | 3-2       | Nocerina     | 21 giugno 2009 |
|              |           |              |                |

### Finale
|              | Risultati |          | Luogo e data          |
| ------------ | --------- | -------- | --------------------- |
| Vico Equense | 1-3       | Nocerina | Rieti, 30 giugno 2009 |
|              |           |          |                       |

## Poule scudetto
Lo Scudetto Dilettanti viene assegnato dopo un torneo fra le vincitrici dei 9 gironi. Vengono divise in 3 triangolari le cui vincitrici, più la migliore seconda, accedono alle semifinali, da disputarsi in turni di andata e ritorno e la finale unica in campo neutro.

### Turno preliminare

#### Triangolare 1
|  | Pos. | Squadra       | Pt | G | V | N | P | GF | GS | DR |
|  | ---- | ------------- | -- | - | - | - | - | -- | -- | -- |
|  | 1.   | Biellese      | 4  | 2 | 1 | 1 | 0 | 7  | 5  | +2 |
|  | 2.   | Sacilese      | 4  | 2 | 1 | 1 | 0 | 5  | 4  | +1 |
|  | 3.   | Pro Belvedere | 0  | 2 | 0 | 0 | 2 | 1  | 4  | -3 |

Legenda:
      Promossa al turno successivo.
Regolamento:
Tre punti a vittoria, uno a pareggio, zero a sconfitta.
Note:
La Sacilese passa il turno come miglior seconda.
|               | Risultati |               | Luogo e data   |
| ------------- | --------- | ------------- | -------------- |
| Pro Belvedere | 0-1       | Sacilese      | 24 maggio 2009 |
| Biellese      | 3-1       | Pro Belvedere | 27 maggio 2009 |
| Sacilese      | 4-4       | Biellese      | 30 maggio 2009 |
|               |           |               |                |

#### Triangolare 2
|  | Pos. | Squadra         | Pt | G | V | N | P | GF | GS | DR |
|  | ---- | --------------- | -- | - | - | - | - | -- | -- | -- |
|  | 1.   | Pro Vasto       | 4  | 2 | 1 | 1 | 0 | 6  | 5  | +1 |
|  | 2.   | Crociati Noceto | 2  | 2 | 0 | 2 | 0 | 7  | 7  | 0  |
|  | 3.   | Lucchese        | 1  | 2 | 0 | 1 | 1 | 4  | 5  | -1 |

Legenda:
      Promossa al turno successivo.
Regolamento:
Tre punti a vittoria, uno a pareggio, zero a sconfitta.
|                 | Risultati |                 | Luogo e data   |
| --------------- | --------- | --------------- | -------------- |
| Pro Vasto       | 2-1       | Lucchese        | 24 maggio 2009 |
| Lucchese        | 3-3       | Crociati Noceto | 27 maggio 2009 |
| Crociati Noceto | 4-4       | Pro Vasto       | 30 maggio 2009 |
|                 |           |                 |                |

#### Triangolare 3
|  | Pos. | Squadra      | Pt | G | V | N | P | GF | GS | DR |
|  | ---- | ------------ | -- | - | - | - | - | -- | -- | -- |
|  | 1.   | Siracusa     | 4  | 2 | 1 | 1 | 0 | 4  | 3  | +1 |
|  | 2.   | Brindisi     | 4  | 2 | 1 | 1 | 0 | 2  | 1  | +1 |
|  | 3.   | Villacidrese | 0  | 2 | 0 | 0 | 2 | 4  | 6  | -2 |

Legenda:
      Promossa al turno successivo.
Regolamento:
Tre punti a vittoria, uno a pareggio, zero a sconfitta.
|              | Risultati |              | Luogo e data   |
| ------------ | --------- | ------------ | -------------- |
| Siracusa     | 0-0       | Brindisi     | 24 maggio 2009 |
| Villacidrese | 3-4       | Siracusa     | 27 maggio 2009 |
| Brindisi     | 2-1       | Villacidrese | 30 maggio 2009 |
|              |           |              |                |

### Semifinali
|           | Risultati |           | Luogo e data   |
| --------- | --------- | --------- | -------------- |
| Biellese  | 2-2       | Siracusa  | 6 giugno 2009  |
| Siracusa  | 1-1       | Biellese  | 13 giugno 2009 |
|           |           |           |                |
| Pro Vasto | 4-2       | Sacilese  | 7 giugno 2009  |
| Sacilese  | 2-2       | Pro Vasto | 13 giugno 2009 |
|           |           |           |                |

### Finale
|           | Risultati |          | Luogo e data            |
| --------- | --------- | -------- | ----------------------- |
| Pro Vasto | 3-0       | Siracusa | Aprilia, 20 giugno 2009 |
|           |           |          |                         |